# Conselho Nacional Eslovaco
O Conselho Nacional da República Eslovaca (Národná rada Slovenskej republiky) é a sede do poder legislativo da Eslováquia, o parlamento é no formato unicameral, atualmente contando com 150 membros eleitos para mandatos de 4 anos por representação proporcional em lista aberta.

## Grupos parlamentares
| Partido | Partido                          | Ideologia                     | Espectro               | Mandatos |
| ------- | -------------------------------- | ----------------------------- | ---------------------- | -------- |
|         | Direção - Social-Democracia      | Social-democracia             | Centro-esquerda        | 48 / 150 |
|         | Solidariedade e Liberdade        | Libertarismo                  | Centro-direita         | 20 / 150 |
|         | Gente Comum                      | Conservadorismo               | Centro-direita         | 17 / 150 |
|         | Partido Nacional Eslovaco        | Populismo de direita          | Direita                | 15 / 150 |
|         | Partido Popular Nossa Eslováquia | Ultranacionalismo             | Extrema-direita        | 13 / 150 |
|         | Most-Híd                         | Interesses da minoria húngaro | Centro                 | 13 / 150 |
|         | Nós Somos Família                | Populismo de direita          | Centro-direita/Direita | 8 / 150  |
|         | Independentes                    | -                             | -                      | 16 / 150 |